# Space Oddity
Space Oddity är David Bowies andra album, utgivet 1969. Det gavs ursprungligen ut i Storbritannien av Philips under titeln David Bowie (precis som debutalbumet från 1967) och i USA av Mercury som Man of Words/Man of Music. Efter succén med The Rise and Fall of Ziggy Stardust and the Spiders from Mars återutgavs albumet 1972 av RCA och då under namnet Space Oddity.
1990 återutgavs albumet av RykoDisc. Då med tre bonusspår.
2009 utgavs albumet igen i en 40-årsjubileumsutgåva. Med denna utgåva följde en bonus-cd med 15 spår. Samma år släpptes också en jubileumssingel med fyra olika versioner av låten, samt alla spår för 8-trackmastern (åtta spår).
Albumet spelades in i Trident Studios i London. Det producerades av Tony Visconti, förutom titelspåret som Gus Dudgeon producerade.

## Låtlista
Alla låtar skrivna av David Bowie.
1. "Space Oddity" - 5:14
2. "Unwashed and Somewhat Slightly Dazed" - 6:10
3. "(Don't Sit Down)" - 0:39 (bara på albumet David Bowie innan det bytte namn till Space Oddity)
4. "Letter to Hermione" - 2:30
5. "Cygnet Committee" - 9:30
6. "Janine" - 3:19
7. "An Occasional Dream" - 2:56
8. "Wild Eyed Boy from Freecloud" - 4:47
9. "God Knows I’m Good" - 3:16
10. "Memory of a Free Festival" - 7:07

Bonusspår på RykoDisc återutgivning:

9. "Conversation Piece" - 3:05 (1970 B-side of Prettiest Star)

10. "Memory Of A Free Festival Part 1" - 3:59

11. "Memory Of A Free Festival Part 2" - 3:31 (1970 single version)

## Medverkande
- David Bowie - Sång, gitarr, elorgel
- Rick Wakeman - Keyboards
- Tony Visconti - Bas, flöjt
- Terry Cox - Trummor
- Paul Buckmaster - Cello
- Mick Ronson - Gitarr
- Mick Woodmansey - trummor
- Keith Christmas - Gitarr
- Mick Wayne - Gitarr
- Tim Renwick - Gitarr, flöjt
- Herbie Flowers - Bas
- John Cambridge - Trummor
- Benny Marshall - Munspel

## Singlar som gavs i anslutning till detta album
1. "Space Oddity"